# 京極宮文仁親王
京極宮文仁親王（きょうごくのみや あやひとしんのう、延宝8年八月十六－宝永8年三月初六（1680年9月8日—1711年4月23日），為日本江戶時代中期的皇族，靈元天皇第6皇子，生母是敬法門院藤原宗子。為京極宮（桂宮）家第七代當主，幼稱富貴宮（ふきのみや）或茶茶丸（ちゃちゃまる）。
貞享五年（1680年）成為有栖川宮幸仁親王的猶子，之後在元祿五年（1692年）常磐井宮的第六代當主作宮夭折，於是在元祿八年（1695年）解除了和幸仁親王間的養父子關係，並在翌年（1696年）七月由皇子富貴宮入繼常磐井宮第七代當主，並由靈元天皇賜下新宮號—京極宮。
元祿十年（1697年）5月11日得到親王宣下，並命名為文仁，同月16日行元服禮，並擔任兵部卿一職。寶永六年（1709年）4月敘一品，成為一品親王，兩年後（1711年）過世，得年32歲，法名智惠觀院。
文仁親王過世後，京極宮家第八代當主由其第一王子—家仁親王繼承，而除去家仁親王之外，文仁親王還有2子1女；仁和寺宮守恕入道親王、常子女王（專修寺圓猷之妻）、大舟尊梁（光照院門跡）。
| 前任： 作宮 | 京極宮家第7代當主 1696年－1711年4月23日 | 繼任： 家仁親王 |